# 日産・70型
日産・70型（にっさん・70がた）は、日本の自動車メーカー・日産自動車が1937年から第二次世界大戦中まで生産した大型乗用車である。4ドアセダンおよび主に軍用に用いられた4ドアオープンボディのフェートンがあった。
なお、当時の日産自動車は大型車がニッサン、小型車がダットサンとブランドを使い分けていたため、「ニッサン・70型乗用車」が正式な車名となる。

## 概要
小型乗用車ダットサンの量産化に成功した日産自動車の次の段階は、タクシー・公用車などに用いられ日本の自動車市場を席巻していた国内組み立てのフォード、シボレーなどのアメリカ車に対抗しうる本格的な乗用車の生産化であった。先に1936年から生産開始されていたライバルのトヨダ・AA型乗用車（登場後から程なくトヨタ・AA型乗用車に改称）は国内組み立てのシボレーのエンジン設計をほぼコピーするなど苦心しながらの自主開発であったが、後発の日産が選んだ方法は米国で経営不振に陥っていた中堅自動車メーカー・グラハム・ペイジの乗用車とトラックの製作図面から加工工作機械までを購入し、日本に輸入して生産するという大胆な方法であった。
こうして、グラハム・ペイジの1936年型乗用車クルセイダー(Crusader)を日本向けの右ハンドル仕様として誕生したのが日産・70型乗用車である。ただし元のクルセイダーは社外のコンチネンタルから購入した2.8リッターエンジン搭載でこれだけは譲受できなかったので、代わりにグラハムが1935年に製造終了していた旧型の自社製3.7リッターエンジンを搭載することとし、そのツールを購入した。
1937年から第二次世界大戦の激化で生産が不可能になるまで、セダン・フェートン合計で約5,500台が製造され、戦前はタクシーや公用・社用車として、戦時中はもっぱら軍用に用いられた。

## 車型
ボディは4ドアのセダンとフェートンが設定されていた。セダンのバリエーションはスタンダードに相当する「標準型セダン」（当時の価格は4000円）およびデラックスモデルの「特殊型セダン」（同4500円）があり、当時のタクシー・ハイヤーの常識に従って、後部座席は3人が楽に座れるだけでなく、さらに2人分の補助席が設けられていた。内張材料は純国産の羅紗張りとテレンプ張りが採用された。開閉式の前面ウインドシールドには安全ガラスを採用、車体は全鋼鉄製であった。グラハム・ペイジから日産にはオーストラリア向けの右ハンドル仕様の生産設備が供給された。
一方、フェートンボディはグラハムのラインナップにはなく、陸軍への納入を目的に車室、ドア、ウインドシールド、折り畳み幌は日産が独自に設計生産を行った。

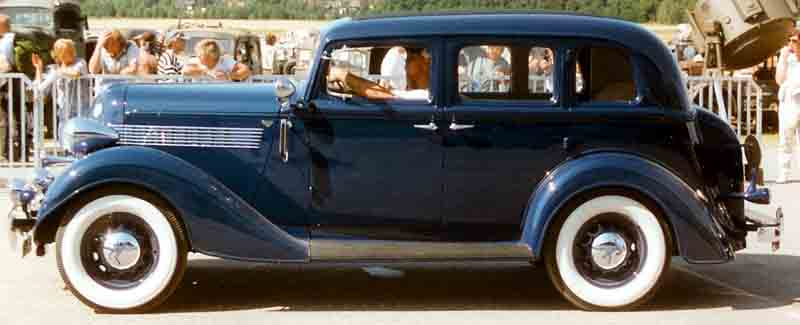
ベースとなった1936年グラハム・クルセイダー・セダン